# دهل جمل (طور الباحة)

تعديل مصدري - تعديل

دهل جمل هي إحدى قرى عزلة طور الباحة بمديرية طور الباحة التابعة لمحافظة لحج، بلغ تعداد سكانها 6 نسمة حسب تعداد اليمن لعام 2004.